# Synodites leucopygus
Synodites leucopygus là một loài tò vò trong họ Ichneumonidae.